# 오카모토 도모타카
오카모토 도모타카(일본어: 岡本 知剛, 1990년 6월 29일 ~ )는 일본의 전 축구 선수이다.

## 구단 경력
그는 2008년부터 2021년까지 J리그의 산프레체 히로시마, 사간 도스, 쇼난 벨마레, 마쓰모토 야마가 FC, 로아소 구마모토에서 활동하였다.

## 국가대표팀 경력
그는 2007년 FIFA U-17 월드컵에 참가할 일본 U-17 국가대표팀에 발탁되었으며, 3경기에 출전, 1득점을 넣었다.